# Kishinena Peak
Kishinena Peak är en bergstopp i Kanada.   Den ligger i provinsen Alberta, i den södra delen av landet, 2 900 km väster om huvudstaden Ottawa. Toppen på Kishinena Peak är 2 434 meter över havet, eller 371 meter över den omgivande terrängen. Bredden vid basen är 8,8 km.
Terrängen runt Kishinena Peak är kuperad åt sydväst, men åt nordost är den bergig.Trakten runt Kishinena Peak är nära nog obefolkad, med mindre än två invånare per kvadratkilometer.. Det finns inga samhällen i närheten.
I omgivningarna runt Kishinena Peak växer i huvudsak barrskog.